# JHK Kohtla-Järve Keemik
El Jalgpalli- Ja Hokiklubi Kohtla-Järve Keemik (en español: Club de Fútbol y Hockey Químicos de Kohtla-Järve), conocido simplemente como JHK Kohtla-Järve Keemik, fue un equipo de fútbol de Estonia que alguna vez jugó en la Meistriliiga, la primera división de fútbol en el país.

## Historia
Fue fundado en 1991 en la ciudad de Kohtla-Järve como la sección de fútbol del club mutideportivo Kohtla-Järve Keemik, la cual tiene como a su equipo más importante al de hockey sobre hielo, el cual ha sido campeón nacional en varias ocasiones.
El club de fútbol fue uno de los equipos fundadores de la Meistriliiga en 1992, terminando en 10.º lugar de la clasificación general en su primera temporada.
En la temporada de 1992/93 el equipo termina en séptimo lugar y decide abandonar la liga para la temporada 1993/94 y desaparece.

## Temporadas
| Temporada | Liga         | Pos.          | J  | G  | E | P  | GF:GC | Pts. |
| --------- | ------------ | ------------- | -- | -- | - | -- | ----- | ---- |
| 1992      | Meistriliiga | 6. (Apertura) | 6  | 1  | 1 | 4  | 5:13  | 3    |
| 1992      | (Clausura)   | 10.           | 5  | 3  | 2 | 0  | 10:4  | 8    |
| 1992/93   | Meistriliiga | 7.            | 22 | 7  | 4 | 11 | 30:56 | 18   |
| Total     | Total        | Total         | 33 | 11 | 7 | 15 | 45:73 | 40   |